# Carlos Pfannl
Karl Pfannl o Carlos Pfannl (en español) (Viena, Imperio Austríaco, 14 de noviembre de 1863 – Paraguay, 1933) fue un emprendedor e inmigrante austríaco pionero de la ganadería y la agricultura moderna en Paraguay junto con su hermano Luis Pfannl, a comienzos del siglo XX.
Ambos hermanos llegaron a tener más de 400.000 hectáreas entre los actuales departamentos de Concepción, Amambay y Presidente Hayes, siendo uno de los más grandes latifundios del país en ese tiempo.

## Homenajes
En 1954 en Coronel Oviedo fue fundado por los Salesianos el Instituto Agrario Carlos Pfannl que lleva su nombre en su honor.
También la Colonia Carlos Pfannl del distrito de Independencia en el Departamento de Guairá fue nombrada en su honor. En esa colonia agrícola se encuentra la Cooperativa Carlos Pfannl, la cual fue fundada en enero de 1977 y en la actualidad es una de las cooperativas más importantes del interior del país en el rubro de producción de alimentos.
La localidad de Teniente José María Fariña del Departamento de Presidente Hayes aún es llamada por algunos por su antiguo nombre de Puerto Carlos Pfannl, ya que antiguamente era una de las tantas estancias de su propiedad.